# Reft
Reft (en rus: Рефт) és un poble (un possiólok) de l'óblast de Sverdlovsk, a Rússia, segons el cens del 2010 tenia 6 habitants.